# Hemsleya zhejiangensis
Hemsleya zhejiangensis là một loài thực vật có hoa trong họ Cucurbitaceae. Loài này được C.Z. Zheng mô tả khoa học đầu tiên năm 1985.